# 詹盧卡·科莫托
詹盧卡·科莫托（Gianluca Comotto，1978年10月16日—）是一位意大利足球運動員。
科莫托的足球生涯開始於意大利D組聯賽球隊Ivrea。1997年夏季，他轉會到拖連奴，後曾被外借到維琴察。2003年夏季，由於拖連奴降級，他被外借到費倫天拿和雷吉納。2004年，科莫托協助拖連奴重返甲級聯賽。但由於球隊經濟困難，科莫托被賣到羅馬。2006年夏季，拖連奴買回了科莫托50%的所有權。2008年7月5日，科莫托轉會至費倫天拿。

## 榮譽
- 意大利足球乙級聯賽亞軍：1999，2005 （都靈）

## 外部連結
- （意大利文） 選手資料 （页面存档备份，存于）